# Behring Leiros
Behring Campos Leiros (Sobral, 31 de maio de 1935 – São Paulo, 12 de junho de 2016) foi um compositor, instrumentista e poeta brasileiro.

## Vida pessoal
Sua família mudou-se para Natal quando Behring tinha 1 ano de idade. Formou-se em Propaganda e Marketing pela Faculdade Mackenzie de São Paulo. Teve dois filhos em seu primeiro casamento, incluindo o radialista José Armando Vannucci. Após ficar viúvo, casou-se uma segunda vez.
Em 2016, faleceu no Hospital Santa Maggiore, em São Paulo.

## Carreira musical
Em 1954, junto com o primo Marconi Campos e Hilton Acioli, formou o Trio Marajá, no qual tocava tantã e atuava como empresário. Em 1956, o nome do grupo tornou-se Trio Marayá. Nesse mesmo ano, após participar de um festival no Rio de Janeiro, o trio passou a comandar um programa semanal na TV Record. Em 1966, participaram da apresentação de Disparada, canção vencedora do II Festival de Música Popular Brasileira.

Entre suas obras de maior destaque, incluem-se Campeonato Nacional, Eu Sou América e o hino do América Futebol Clube (feitas em parceria com Marconi Campos e Hilton Acioli), além de Carrapicho (com Carlos Lyra).